# Török labdarúgó-stadionok listája
Törökország meglévő és készülő stadionjainak listája, befogadóképesség szerint.

## Meglévő stadionok
| #  | Stadion                          | Befogadó- képesség | Város         | Klub                            |
| -- | -------------------------------- | ------------------ | ------------- | ------------------------------- |
| 1  | Atatürk Olimpiai Stadion         | 82,000             | Isztambul     | Beşiktaş                        |
| 2  | Türk Telekom Arena               | 58,000             | Isztambul     | Galatasaray                     |
| 3  | Şükrü Saracoğlu Stadion          | 53,000             | Isztambul     | Fenerbahçe                      |
| 4  | İzmir Atatürk Stadion            | 52,000             | İzmir         | Altay Göztepe                   |
| 5  | Cebeci İnönü Stadion             | 37,000             | Ankara        | Ankara Demirspor Hacettepe      |
| 6  | Kayseri Kadir Has Stadion        | 32,864             | Kayseri       | Kayserispor Kayseri Erciyesspor |
| 7  | BJK İnönü Stadion                | 32,000             | Isztambul     | Beşiktaş                        |
| 8  | Şanlıurfa GAP Stadion            | 30,000             | Şanlıurfa     | Şanlıurfaspor                   |
| 9  | Ali Sami Yen Stadion             | 22,800             | Isztambul     | Galatasaray                     |
| 10 | Konya Atatürk Stadion            | 21,559             | Konya         | Konyaspor                       |
| 11 | Hüseyin Avni Aker Stadion        | 19,749             | Trabzon       | Trabzonspor                     |
| 12 | Yenikent ASAŞ Stadion            | 19,626             | Ankara        | Ankaraspor                      |
| 13 | Ankara 19 Mayis Stadion          | 19,209             | Ankara        | Ankaragücü Gençlerbirliği       |
| 14 | Bursa Atatürk Stadion            | 18,587             | Bursa         | Bursaspor                       |
| 15 | Cemal Gürsel Stadion             | 17,400             | Erzurum       | Erzurumspor                     |
| 16 | Kamil Ocak Stadion               | 16,981             | Gaziantep     | Gaziantepspor                   |
| 17 | Zeytinburnu Stadion              | 16,500             | Isztambul     | Zeytinburnuspor                 |
| 18 | Rize Stadion                     | 15,485             | Rize          | Rizespor                        |
| 19 | Denizli Atatürk Stadion          | 15,427             | Denizli       | Denizlispor                     |
| 20 | Alsancak Stadion                 | 15,358             | İzmir         | Karşıyaka Izmirspor             |
| 21 | 4 Eylül Stadion                  | 15,000             | Sivas         | Sivasspor                       |
| 22 | Manisa 19 Mayis Stadion          | 14,965             | Manisa        | Manisaspor                      |
| 23 | 5 Ocak Stadion                   | 14,085             | Adana         | Adanaspor Adanademirspor        |
| 24 | Elazığ Atatürk Stadion           | 13,923             | Elazığ        | Elazığspor                      |
| 25 | Karaelmas Kemal Köksal Stadion   | 13,795             | Zonguldak     | Zonguldakspor                   |
| 26 | Eskişehir Atatürk Stadion        | 13,520             | Eskişehir     | Eskişehirspor                   |
| 27 | Sakarya Atatürk Stadion          | 13,216             | Sakarya       | Sakaryaspor                     |
| 28 | Diyarbakır Atatürk Stadion       | 12,963             | Diyarbakır    | Diyarbakirspor                  |
| 29 | Samsun 19 Mayıs Stadion          | 12,720             | Samsun        | Samsunspor                      |
| 30 | İsmet Paşa Stadion               | 12,710             | İzmit         | Kocaelispor                     |
| 31 | İskenderun 5 Temmuz Stadion      | 12,390             | Hatay         | İskenderun Demir Çelikspor      |
| 32 | Giresun Atatürk Stadion          | 12,191             | Giresun       | Giresunspor                     |
| 33 | Dumlupınar Stadion               | 12,000             | Kütahya       | Kütahyaspor                     |
| 34 | Dr. Turhan Kılıççıoğlu Stadion   | 11,263             | Çorum         | Çorumspor                       |
| 35 | Antalya Atatürk Stadion          | 11,137             | Antalya       | Antalyaspor                     |
| 36 | 19 Eylül Stadion                 | 11,024             | Ordu          | Orduspor                        |
| 37 | 18 Mart Stadion                  | 10,500             | Çanakkale     | Çanakkale Dardanelspor          |
| 38 | Mukan Perinçek Stadion           | 10,500             | Aydın         | Aydınspor                       |
| 39 | Van Atatürk Stadion              | 10,500             | Van           | Belediye Vanspor                |
| 40 | Malatya İnönü Stadion            | 10,411             | Malatya       | Malatyaspor                     |
| 41 | Ünye İlçe Stadion                | 10,340             | Ordu          | Ünyespor                        |
| 42 | Tevfik Sırrı Gür Stadion         | 10,128             | Mersin        | Mersin İdman Yurdu              |
| 43 | Afyon Atatürk Stadion            | 10,000             | Afyon         | Afyonkarahisarspor              |
| 43 | Artvin Şehir Stadion             | 10,000             | Artvin        | Artvin Murgulspor               |
| 45 | Isparta Atatürk Şehir Stadion    | 10,000             | Isparta       | Ispartaspor                     |
| 46 | Vali Lütfü Yiğenoğlu Stadion     | 10,000             | Ağrı          | Ağrıspor                        |
| 47 | Recep Tayyip Erdoğan Stadion     | 9,576              | Isztambul     | Kasımpaşa SK                    |
| 48 | Hanefi Mahçiçek Stadion          | 9,169              | Kahramanmaraş | Kahramanmaraşspor               |
| 49 | Yalova Atatürk Stadion           | 8,900              | Yalova        | Yalovaspor                      |
| 50 | Bolu Atatürk Stadion             | 8,881              | Bolu          | Boluspor                        |
| 51 | Adıyaman Atatürk Stadion         | 8,596              | Adıyaman      | Adıyamanspor                    |
| 52 | Fethiye Şehir Stadion            | 8,372              | Muğla         | Fethiyespor                     |
| 53 | Bozok Stadion                    | 8,260              | Yozgat        | Yozgatspor                      |
| 54 | Gebze Stadion                    | 8,000              | Kocaeli       | Gebzespor                       |
| 55 | Şenlikköy Stadion                | 8,000              | Isztambul     | Bakırköyspor                    |
| 56 | 12 Haziran Stadion               | 7,810              | Amasya        | Amasyaspor                      |
| 57 | Muğla Atatürk Stadion            | 7,755              | Muğla         | Muğlaspor                       |
| 58 | Dr. Necmettin Şeyhoğlu Stadion   | 7,593              | Muğla         | Muğlaspor                       |
| 59 | Güngören Mimar Yahya Baş Stadion | 7,589              | Isztambul     | Güngören Belediyespor           |
| 60 | Ahi Stadion                      | 7,500              | Kırşehir      | Yeni Kırşehirspor               |
| 61 | Kartal Stadion                   | 7,195              | Isztambul     | Kartalspor                      |
| 62 | 7 Ocak Stadion                   | 6,635              | Osmaniye      | Osmaniyespor                    |
| 63 | Darıca Stadion                   | 6,500              | Kocaeli       | Darıca Gençlerbirliği           |
| 64 | Vefa Stadion                     | 6,500              | Isztambul     | Fatih Karagümrük                |
| 65 | Fatih Stadion                    | 6,238              | Akçaabat      | Akçaabat Sebatspor              |
| 66 | Buca Arena                       | 6,231              | İzmir         | Bucaspor                        |
| 67 | Hatay Atatürk Stadion            | 6,015              | Hatay         | Hatayspor                       |
| 68 | 13 Şubat Stadion                 | 6,000              | Erzincan      | Erzincanspor                    |
| 69 | 1 Eylül Stadion                  | 5,944              | Uşak          | Uşakspor                        |
| 70 | Tokat Gaziosmanpaşa Stadion      | 5,762              | Tokat         | Tokatspor                       |
| 71 | 21 Kasım Stadion                 | 5,700              | Mardin        | Mardinspor                      |
| 72 | Siirt Atatürk Stadion            | 5,650              | Siirt         | Siirtspor                       |
| 73 | Beylerbeyi 75. Yıl Stadion       | 5,500              | Isztambul     | Beylerbeyispor                  |
| 74 | Merzifon Stadion                 | 5,450              | Amasya        | Merzifonspor                    |
| 75 | Fikret Karabudak Stadion         | 5,402              | Kırıkkale     | MKE Kırıkkalespor               |
| 76 | 17 Eylül Stadion                 | 5,400              | Balıkesir     | Bandırmaspor                    |
| 77 | General Basri Saran Stadion      | 5,000              | Tekirdağ      | Çorluspor                       |
| 78 | Edebali Stadion                  | 5,000              | Bilecik       | Bilecikspor                     |
| 79 | Hüsnü Uğural Stadion             | 5,000              | Balıkesir     | Ayvalık Gücü Belediyespor       |
| 80 | Hasan Polat Stadion              | 5,000              | Isztambul     | Maltepespor                     |
| 81 | Genç Osman Stadion               | 5,000              | Bayburt       | Bayburtspor                     |
| 82 | 18 Temmuz Stadion                | 5,000              | Düzce         | Düzcespor                       |
| 83 | İhsaniye Stadion                 | 5,000              | Kocaeli       | Gölcükspor                      |
| 84 | Bahçelievler Stadion             | 5,000              | Isztambul     | İstanbulspor                    |
| 85 | 5 Şubat Stadion                  | 5,000              | Niğde         | Niğdespor                       |

## Készülő stadionok
| Stadion                   | Befogadó képesség | Város     | Klub                            | Átadás |
| ------------------------- | ----------------- | --------- | ------------------------------- | ------ |
| Aslantepe Arena           | 58 091            | Isztambul | Galatasaray SK                  | 2009   |
| Kayseri Kadir Has Stadion | 33 000            | Kayseri   | Kayserispor Kayseri Erciyesspor | 2008   |